# Honda e
A Honda e egy akkumulátoros elektromos autótípus, amelyet a japán Honda autógyártó gyártott 2020 és 2024 között, és 2020 és 2023 között Európában is értékesítették. Ez egy szupermini ötajtós ferdehátú kialakítással és akkumulátoros elektromos hajtáslánccal, amely a hátsó kerekeket hajtja meg. Az autó stílusa az első generációs Civicre emlékeztető retró megjelenésű. Az előzetes verziót a 2017-es Urban EV Concept nevű koncepcióautó mutatta be, míg a szériaváltozatot először 2019-ben mutatták be nyilvánosan.

## Története
A 2017-ben először bemutatott Urban EV Conceptet Yuki Terai (külső) és Fumihiro Yaguchi (belső) alakította ki, hogy barátságos és megnyugtató érzéseket keltsen a leendő tulajdonosokban. Az Urban EV Concept stílusáról szóló sajtóhírek "aranyos tisztelgésnek nevezték a Honda néhány első kisautója előtt, mint például az 1970-es évek apró Civic ferdehátúi", és összehasonlították más városi autókkal, amelyeket eredetileg az 1970-es években és a 80-as évek elején mutattak be., köztük a Volkswagen Golf és Polo, a Peugeot 205, a Fiat 126 és 127, valamint a Honda N600 modellje, rámutatva a koncepciójármű elődjének, az EV-N koncepciónak a stílusához.
A gyártás előtti autó (Honda e néven) 2019 márciusában, a Genfi Autószalonon debütált a világban. Stílusa a 2017-es Urban EV Concept továbbfejlesztése; A Honda a 2019-es prototípust süllyesztett ajtókilincsekkel és mindkét oldalán kompakt tolatókamerával szerelte fel, hogy egyszerűsítse profilját. A mindkét oldalról történő töltés megkönnyítése érdekében a töltőcsatlakozó az autó motorháztetőjének (burkolatának) közepén található. Az e végleges szériaváltozata a 2019-es IAA-n debütált 2019 szeptemberében, a németországi Frankfurtban. Ellentétben az Urban EV Concept elrendezésével, amely háromajtós ferdehátú volt, a szériaváltozat csak ötajtós modellként érhető el. Nevét a Honda 2019 májusában erősítette meg
A kiszállítások 2020 nyarán kezdődtek meg. A Honda kijelentette, céljuk az volt, hogy 2022-ig kizárólag elektromos hajtásláncokat kínáljanak az összes főbb európai modellben.

### A gyártás leállítása
2023 végén a Honda bejelentette, hogy 2024 januárjában leállítja az e gyártását, és nem terveznek második generációs modellt. A Honda bejelentette, hogy első akkumulátoros elektromos autótípusok „sok új vásárlót hozott a márkához” az európai régióban, és tovább erősítették európai villamosítási terveit a nemrég bemutatott Honda e:Ny1 modellel. A jövőben több Honda elektromos autó lesz.

## Tervezés

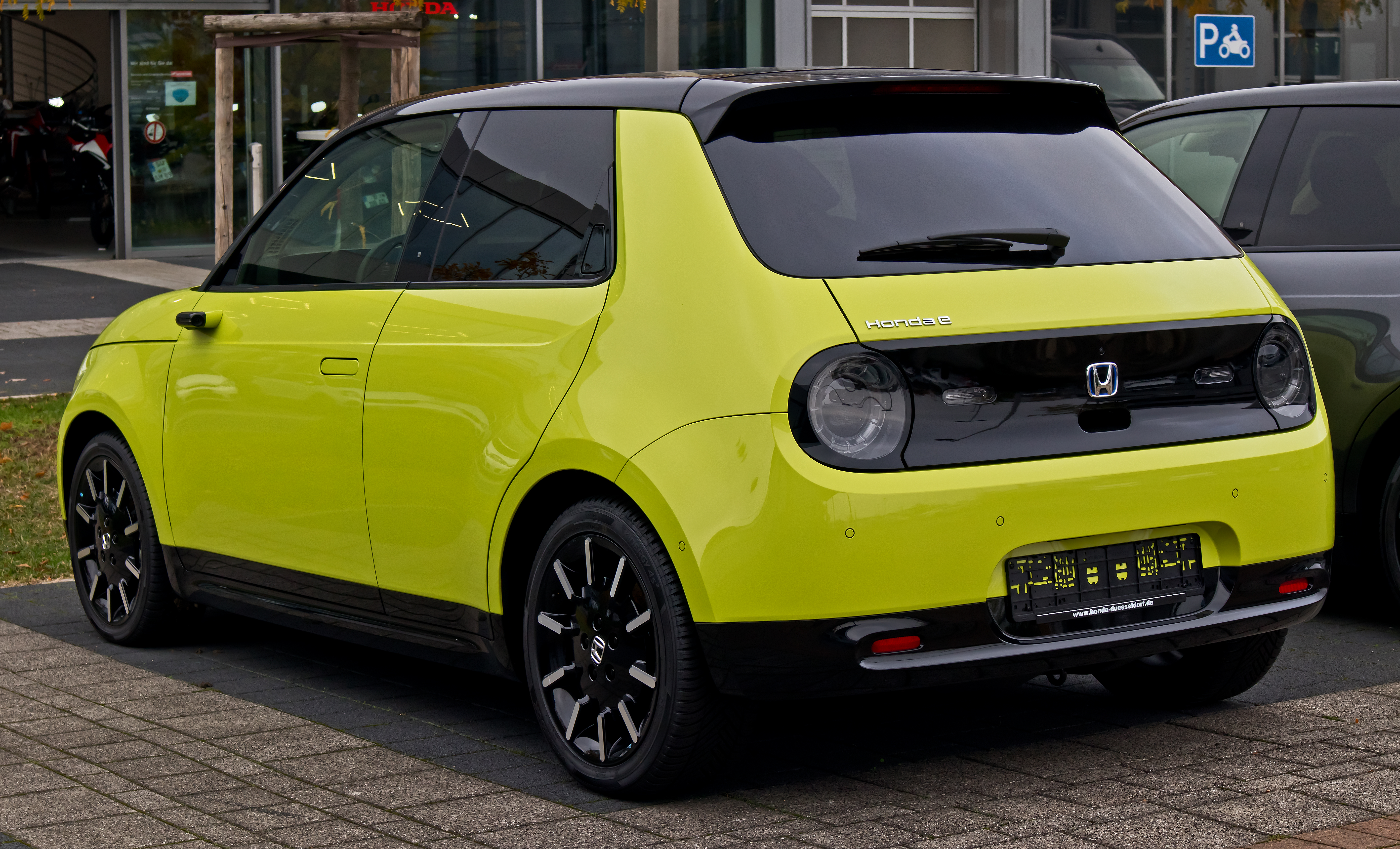
Hátulsó

A Honda e projektet Kohei Hitomi vezette; a külső styling csapatot Ken Sahara, míg a belső styling csapatot Akinori Myoui vezette.
Hitomi szerint az e jelentős ellenállásba ütközött a vállalaton belül; más vezetők, akik aggódtak a jármű hatótávolsága miatt, azzal érveltek, hogy nagyobb akkumulátorra van szükség, de a projektcsapat ragaszkodott egy kisebb akkumulátor használatához, hogy kiegészítse a jármű kis méretét és városi használatát. Az Urban EV Concept pozitív visszajelzései a sorozatgyártású autó jóváhagyásához vezettek.

### Alváz
Az e egy dedikált hátsó motoros, hátsókerék-hajtású elektromos járműplatformot használ, hogy megkönnyítse a mozgékonyságot és a kompakt arányokat a városi piacon. A vízhűtéses akkumulátorcsomagot az autó tengelytávjában, a padló alatt szállítják, így biztosítva az 50/50 súlyeloszlást és az alacsony súlypontot. A hátsó kerekek meghajtása kiküszöböli a nyomatékkormányzást . A mozgékonyságot a nyomatékvektor segíti. A hátsó hajtás azt is lehetővé teszi, hogy az első kerekek jobb kormányzási csuklóval rendelkezzenek, ami körülbelül 4,3 méter (14 ft) fordulási sugárt eredményez (a kerék közepén). vagy 4,6 méter (15 ft) a testnél, azaz 9,2 méter (30 ft), 1,6 méter (5 ft 3 in) szélesebb, mint a 7,6 méter (25 ft) a híres londoni fekete taxik fordulási sugara . A platform minden kerékhez MacPherson rugóstagtól független felfüggesztéssel rendelkezik.

### Erőátvitel

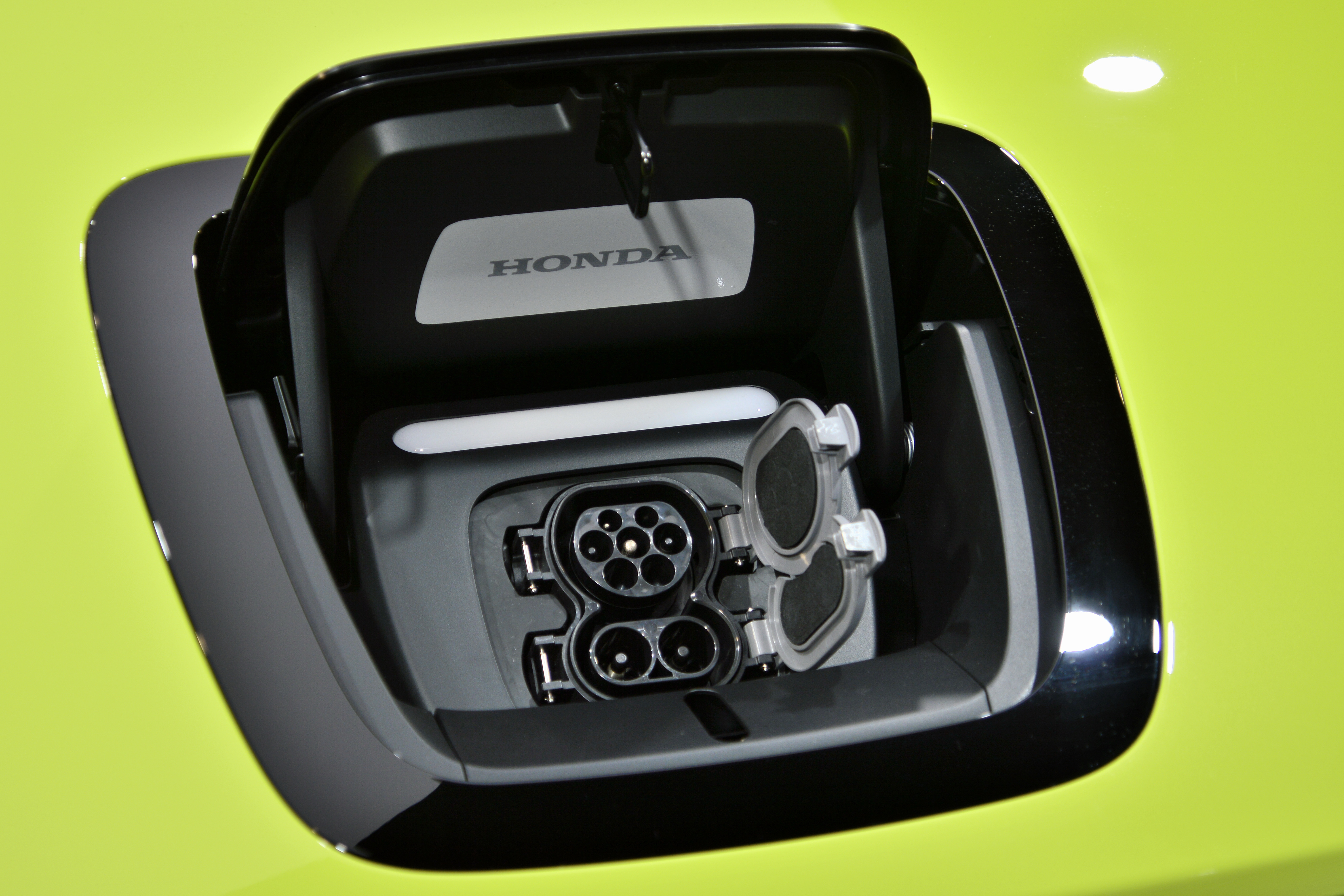
CCS Combo 2 csatlakozós töltőport

A Honda e hátul villanymotorral rendelkezik, amely 100 vagy 113 kW teljesítményt kínál. ; mindkét változat 315 Nm nyomatékot kínál A Honda tesztjei szerint az autó álló helyzetből 100 km/órás sebességre 8,3 másodperc alatt képes felgyorsulni. A Honda e „Sport módot” kínál a gyorsulási reakció élesebbé tételéhez, és „Single Pedal Control” üzemmódban is vezethető, ahol a gázpedál elengedésével bekapcsol a regeneratív fékrendszer, lelassítva az autót külön fékpedál használata nélkül. A potenciálisan nagyobb teljesítményű változatról szóló pletykákat az autó frankfurti debütálásakor megdöntötték.
A Honda e CCS Combo 2 csatlakozóval van felszerelve, amely lehetővé teszi mind az AC töltést, mind az egyenáramú gyorstöltést. Egyenáramú gyorstöltéssel az autó 30 perc alatt 80%-ra tölthető.  A Honda emellett bejelentette Power Chargerének függőben lévő elérhetőségét, amely akár 7,4 töltési teljesítményt tesz lehetővé. kW (egyfázisú). Háromfázisú töltés (22 kW) nem volt elérhető. Egy 7,4 kW-os töltővel a jármű körülbelül 4 óra alatt tölti fel a 100%-os kapacitásra.

### Jellemzők

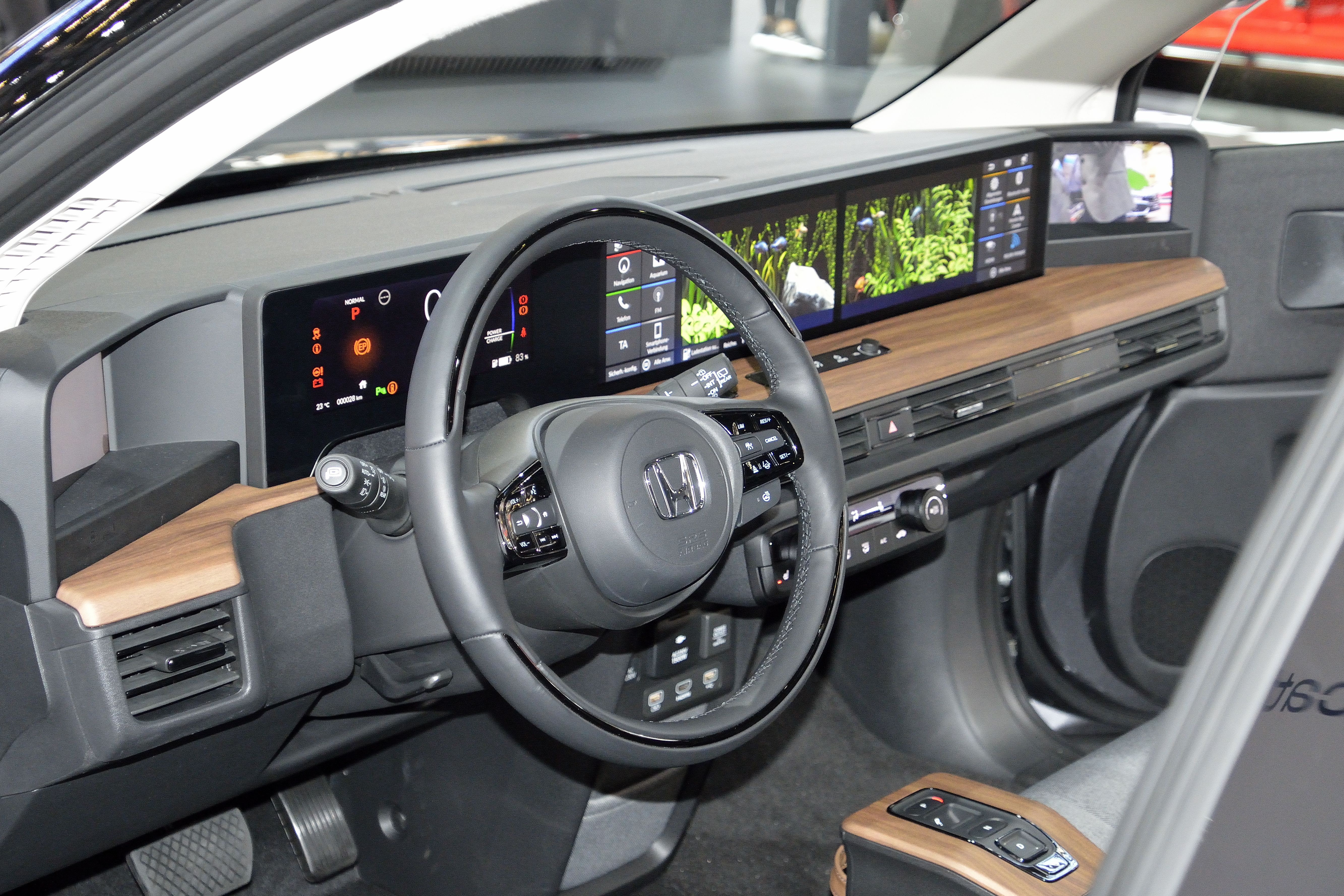
Eszköz panel

A műszerfal, amely a belső tér teljes szélességében kiterjed, öt képernyőből áll, köztük egy dedikált 220 mm műszerkijelző a vezető előtt és két nagy 310 mm infotainment érintőképernyős kijelzők, amelyek mellett két kisebb 150 mm található megjeleníti azt, amit a Honda oldalsó kameratükör-rendszerének nevez. A kettős infotainment-kijelzők egymástól függetlenül különálló alkalmazásokat futtathatnak, és cserélhetők; támogatják az Android Auto-t és az Apple CarPlay-t is. Az autó fel van szerelve a Honda személyi asszisztenssel, amely gépi tanulást alkalmaz hangfelismerésének betanításához; az autó hangutasításai előtt az „OK Honda” felirat szerepel.

## Biztonság

### Euro NCAP
A Honda e szabványos európai piaci konfigurációjában 4 csillagot kapott az Euro NCAP-tól 2020-ban.

## Recepció
A fogadtatás általában pozitív volt a retró stílus, valamint a dizájn és a funkcionalitás keveréke miatt. Azonban kritizálták korlátozott választéka és magas ára miatt.
2019. május 20-ától kezdődően az Egyesült Királyságban és bizonyos európai piacokon (Németország, Franciaország és Norvégia) az ügyfelek 800 brit font (vagy azzal egyenértékű) visszatérítendő letéttel rendelhettek, és a Honda több mint 25 000 érdeklődést kapott Európa-szerte, ebből 6500 az Egyesült Királyságból származott. Szeptemberig a Honda 40 000 érdeklődést kapott.
Az e Prototype for <i id="mw2A">Car</i> áttekintése során Jake Groves azt írta, hogy bemutatta, "hogyan kell az elektromos autóknak vezetniük", azzal a figyelmeztetéssel, hogy a tesztvezetésre egy németországi tesztpályán került sor. Az "alacsony elérhető kínálat és a várhatóan magas árcédula" várhatóan hátrányba hozza az autót a belépő szintű elektromos riválisokhoz képest, mint például a Tesla Model 3, a Nissan Leaf, a Hyundai Kona Electric és a Kia. e-Niro .  James Attwood, az <i id="mw3w">Autocar</i> véleményezője azt írta, az e Prototype "fürge kezelhetősége, amely megfelel a sokoldalú városi futásnak – miközben olyan szórakoztató vezetési reakciót kínál, amely mindenkit boldoggá tesz, akit az autó stílusa már megnyert."

### Díjak
A Honda e nyerte a „Red Dot : Best of the Best 2020” díjat az autó kategóriában. 2021-ben összességében az „Év német autója” címet kapta, és ez lett az első japán autó, amely elnyerte a díjat. A 2021-es World Car Awards díjátadón elnyerte a "World Urban Car of the Year" díjat.

## Külső linkek
- Hivatalos weboldal
- Honda e Design Story (japán nyelven). Honda. (Hozzáférés: 2020. április 14.)

## Fordítás
Ez a szócikk részben vagy egészben  a   Honda e című angol Wikipédia-szócikk ezen változatának fordításán alapul.  Az eredeti cikk szerkesztőit annak laptörténete sorolja fel. Ez a jelzés csupán a megfogalmazás eredetét és a szerzői jogokat jelzi, nem szolgál a cikkben szereplő információk forrásmegjelöléseként.